# Anax congoliath
Anax congoliath là loài chuồn chuồn trong họ Aeshnidae. Loài này được Fraser mô tả khoa học đầu tiên năm 1953.